# همین حالا، نه همون موقع
همین الان، بعداً اشتباه (انگلیسی: Right Now, Wrong Then) فیلمی در ژانر کمدی رمانتیک و درام به کارگردانی هونگ سانگ سو است که در سال ۲۰۱۵ منتشر شد. از بازیگران آن می‌توان به کیم مین-هی اشاره کرد.